# Dieter Vieweger
Dieter Gerhard Vieweger (* 8. Mai 1958 in Karl-Marx-Stadt, heute Chemnitz) ist ein deutscher Archäologe (Vor- und Frühgeschichte) und evangelisch-lutherischer Theologe (Alttestamentler), der an den Hochschulen in Wuppertal, Münster und Witten-Herdecke lehrte. Er ist Direktor wissenschaftlicher Institute in Jerusalem und Amman sowie in Wuppertal.

## Leben

### Schule und Studium

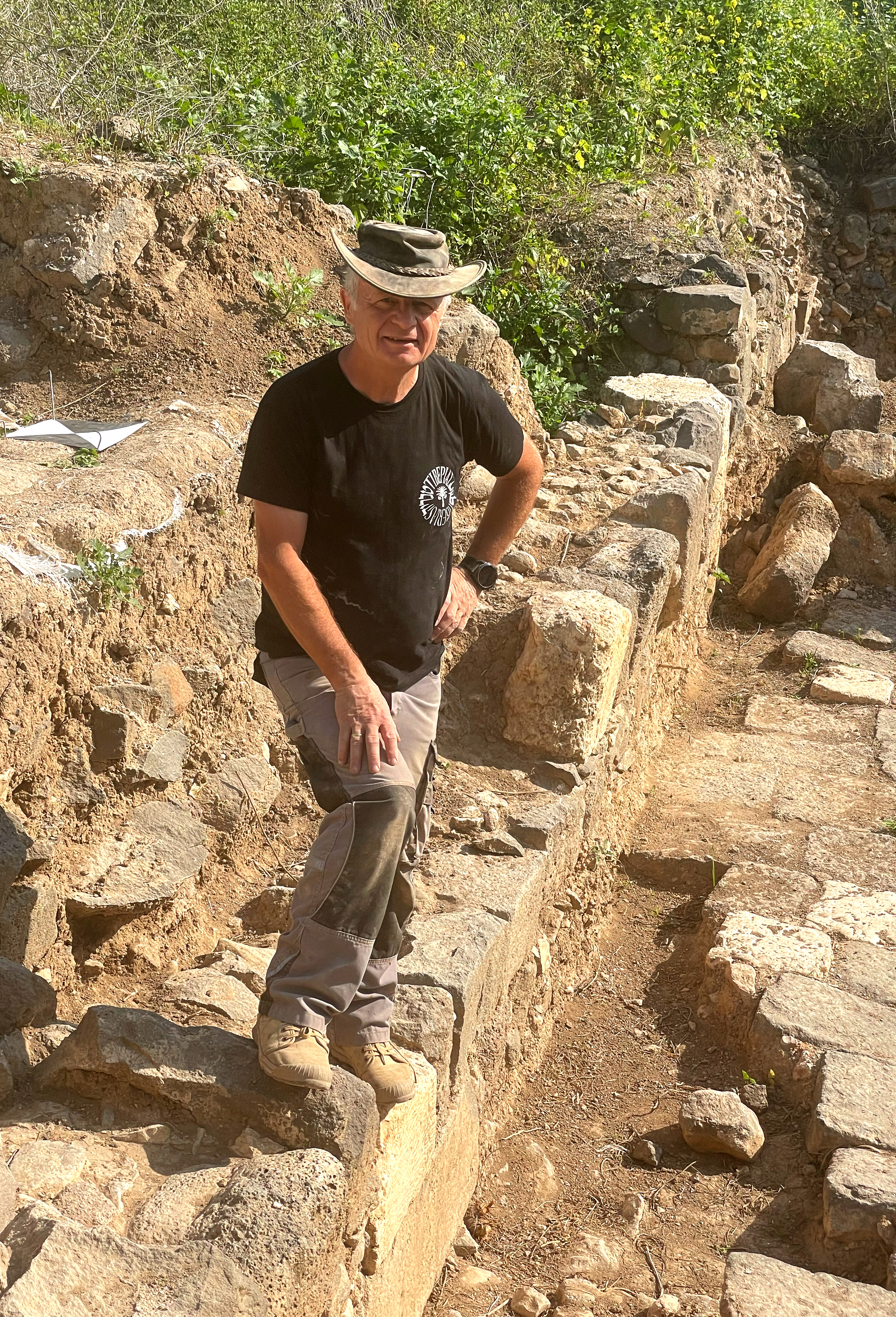
Ausgrabung in Tiberias

Dieter Vieweger wurde 1974 aus politischen Gründen der Schule (EOS Theodor Neubauer, Karl-Marx-Stadt) verwiesen. Er besuchte dann das Proseminar Moritzburg, eine staatlich nicht anerkannte Bildungseinrichtung der Evangelischen Kirche in Sachsen. Dort legte er 1976 seine Reifeprüfung ab. Da er nicht berechtigt war, eine Universität zu besuchen, studierte er von 1976 bis 1981 am Theologischen Seminar Leipzig.
Nach dem Ersten theologischen Examen 1981 absolvierte er von 1981 bis 1982 das Vikariat und das Katechetikum bei der Sächsischen Landeskirche. Von 1982 bis 1986 arbeitete er als Assistent am Theologischen Seminar Leipzig und wurde 1986 bei Siegfried Wagner und Wolfram Herrmann an der Karl-Marx-Universität Leipzig mit der Schrift Die Spezifik der Berufungsberichte Jeremias und Ezechiels im Umfeld ähnlicher Einheiten des Alten Testaments promoviert.

### Pfarramt und theologische Lehre
Von 1986 bis 1989 war Dieter Vieweger Pfarrer des Thomanerchores Leipzig. 1987 wurde er an der St. Thomaskirche zu Leipzig ordiniert. 1989 habilitierte er sich an der Karl-Marx-Universität Leipzig mit der Schrift Die literarischen Beziehungen zwischen den Büchern Jeremia und Ezechiel. 1989 bis 1991 war er Professor für die Alttestamentliche Wissenschaft am Sprachenkonvikt Berlin, einer kirchlichen Hochschule in Berlin, und 1991 bis 1993 Professor an der Humboldt-Universität zu Berlin. Von 1993 bis 2024 hatte er die Professur für Altes Testament an der Kirchlichen Hochschule Wuppertal inne. Das Amt des Rektors übernahm er dort in den Jahren 1997/1998 und 2005/2006.

### Archäologische Ausbildung und akademischer Weg
Neben der Lehrtätigkeit in Wuppertal absolvierte er von 1994 bis 1998 ein Studium der Vor- und Frühgeschichte an der Johann Wolfgang Goethe-Universität Frankfurt am Main, das er bei Jens Lüning mit einer Promotion zum Thema Zur Chronologie der Nekropole von Tamassos-Lambertis abschloss. Erste archäologische Grabungserfahrungen machte er unter anderem 1994/1995 bei den Kampagnen von Volkmar Fritz in Kinneret (Tell el-Oreme) am Nordwestende des Sees Genezareth in Israel und bei Peter M. Fischer in Tell Abu al-Kharaz im nördlichen Jordangraben in Jordanien.

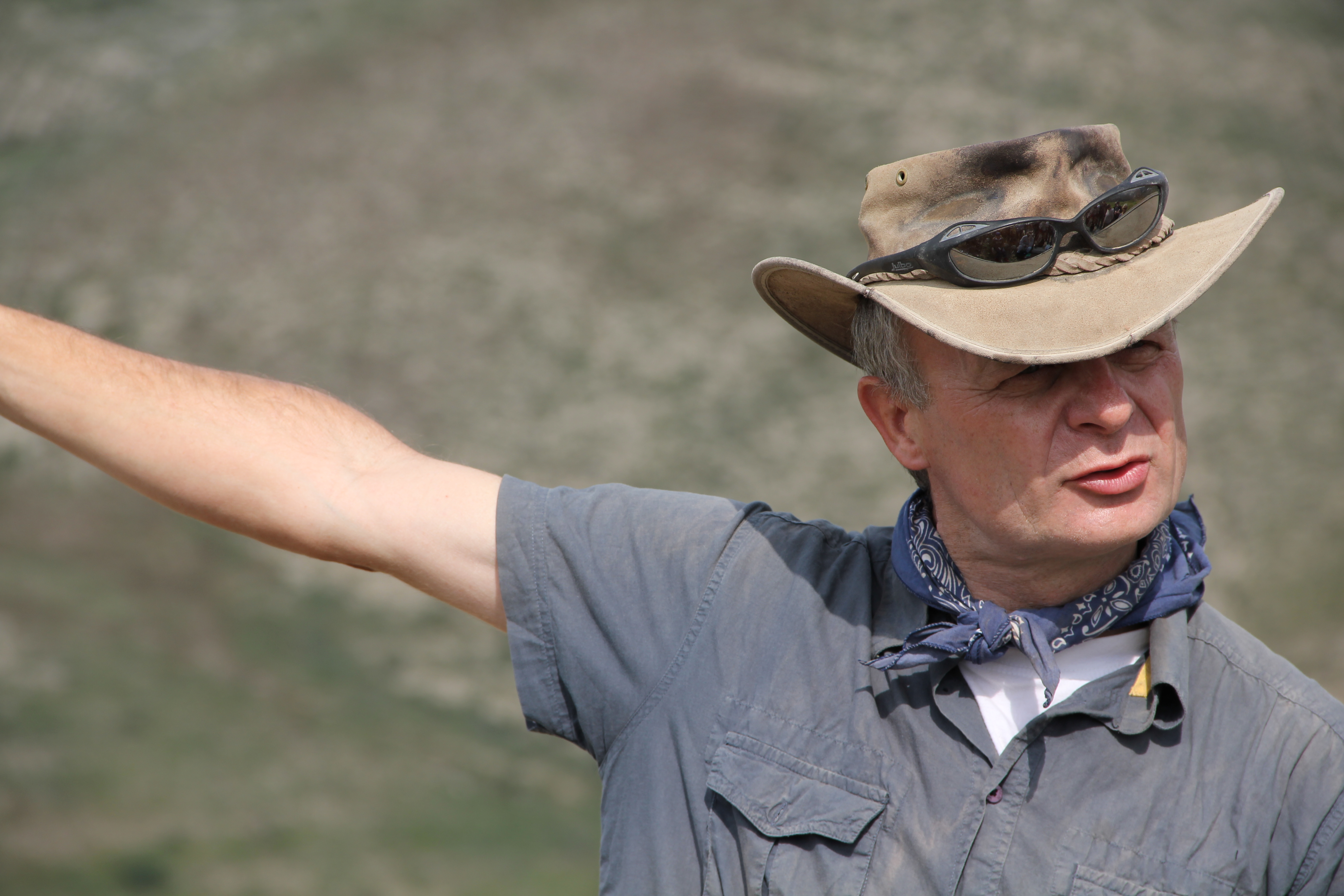
Dieter Vieweger im Jahr 2010

Von 1991 bis 2012 war er Vertrauensdozent der Studienstiftung des deutschen Volkes, zunächst an der Humboldt-Universität zu Berlin, dann an der Bergischen Universität Wuppertal. Er führt regelmäßig Seminare an Sommerakademien der Studienstiftung durch.
Von 1999 bis 2024 lehrte Vieweger im Rahmen des Studium fundamentale an der Universität Witten/Herdecke und erhielt dort 2002 die Forschungsprofessur Archäologie und Ältere Geschichte, die 2009 in eine Gastprofessur umgewandelt wurde.
Am 4. Juli 2024 hielt Dieter Vieweger seine Abschiedsvorlesung „Unter den Kulissen von Jerusalem“ an der Kirchlichen Hochschule Wuppertal und predigte im anschließenden Abschlussgottesdienst des Sommersemesters 2024 über Kohelet 3 ("Alles hat seine Zeit ...").

### Privates
Dieter Vieweger ist verheiratet und hat einen Sohn. Er lebt in Jerusalem und Wuppertal.

## Ehrungen
Um die Jahreswende 2017/2018 erhielt Dieter Vieweger das Bundesverdienstkreuz 1. Klasse für seine Verdienste um das Deutsche Evangelische Institut für Altertumswissenschaft des Heiligen Landes, Jerusalem und Amman, sowie um das Biblisch Archäologische Institut (BAI) an der Kirchlichen Hochschule Wuppertal.
Der Fachbereich Geistes- und Kulturwissenschaften der Bergischen Universität Wuppertal verlieh Dieter Vieweger im Juli 2009 die Ehrendoktorwürde.
2007 wurde Dieter Vieweger zum Korrespondierenden Mitglied des Deutschen Archäologischen Instituts berufen. Seit 2009 ist er Ordentliches Mitglied des Deutschen Archäologischen Instituts.
Im Jahr 2023 wurde Dieter Vieweger mit einer Festschrift mit dem Titel Durch die Zeiten//Through the Ages (herausgegeben von Katja Soennecken, Jennifer Zimni, Patrick Leiverkus und Katharina Schmidt) geehrt (814 Seiten).

## Mitgliedschaft in Fachgesellschaften
- Von 1992 bis 2005 Mitglied des Verwaltungsrates und später auch im Wissenschaftlichen Beirat des Deutschen Evangelischen Instituts für Altertumswissenschaft des Heiligen Landes; bevor er im Dezember 2005 dessen Direktor wurde.
- Seit 2006 Senior Fellow des Albright Institutes, Jerusalem.
- Seit 2005 Mitglied im wissenschaftlichen Beirat für die Herausgabe der Zeitschrift für Orientarchäologie (zuvor Baghdader Mitteilungen und Damaszener Mitteilungen) beim Deutschen Archäologischen Institut Berlin, Orientabteilung.
- 2012–2016 Beirat im Bibelhaus-Erlebnismuseum, Frankfurt/Main.
- 2015–2017 Mitglied im wissenschaftlichen Beirat des Bibelmuseums Nürnberg.
- Von 1994 bis 2008 Mitherausgeber der Zeitschrift des Deutschen Palästina-Vereins (ZDPV) und der Abhandlungen des Deutschen Palästina-Vereins (ADPV) sowie Mitglied im Vorstand des Deutschen Palästina-Vereins.
- Seit 2023 Mitglied im International Advisory Board der Bundeskanzler-Helmut-Schmidt-Stiftung.

## Direktor archäologischer Institute

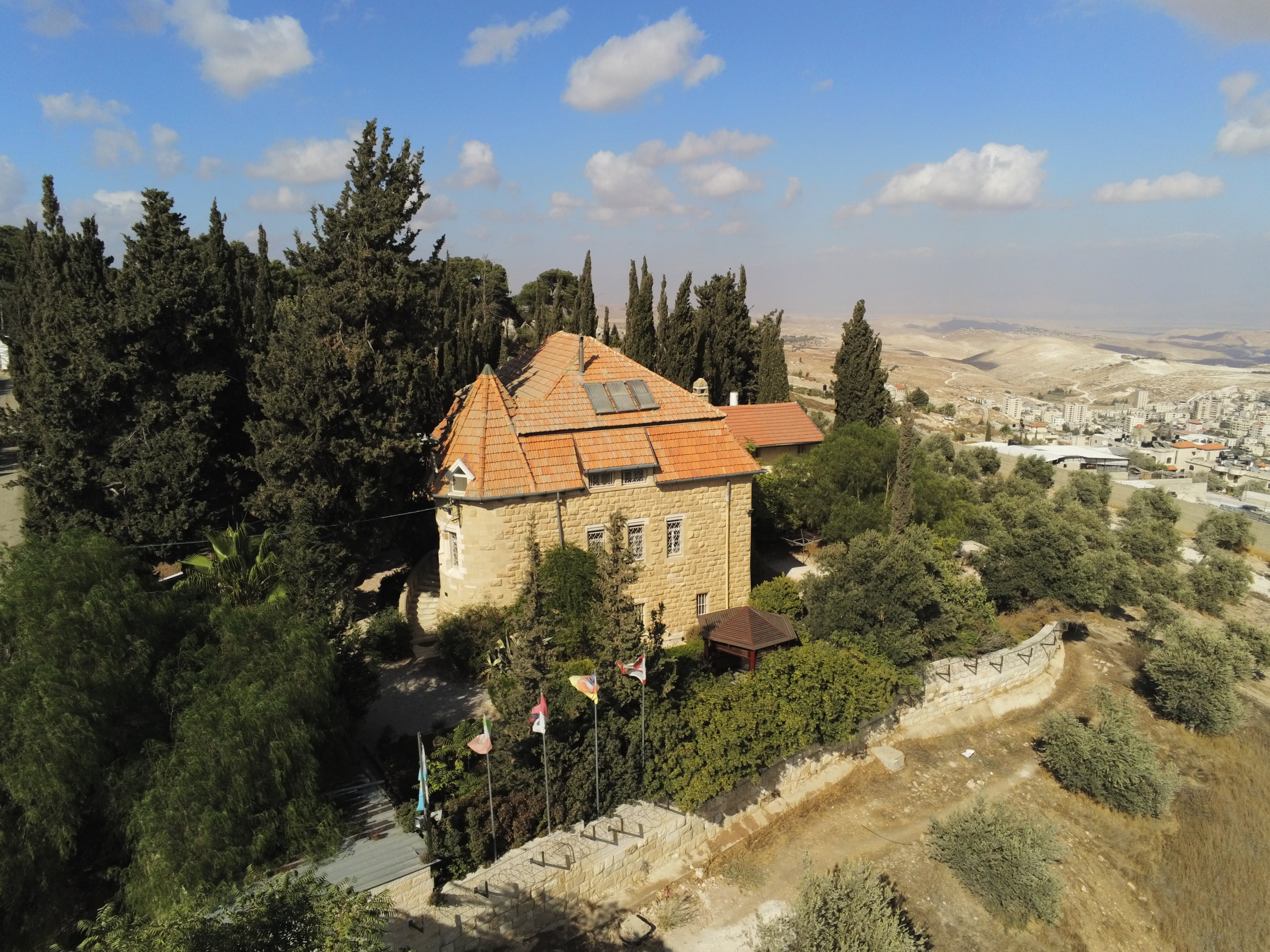
Das DEI auf dem Ölberg in Jerusalem (2021)

Seit 2004 ist Dieter Vieweger leitender Direktor des Deutschen Evangelischen Instituts für Altertumswissenschaft des Heiligen Landes in Jerusalem und Amman (DEI), dem er seit 1992 eng verbunden ist. Das Institut wurde im Zuge der Kaiserreise Wilhelms II. nach Jerusalem im Jahr 1898 gegründet. Formal wurde es zwei Jahre später von der Eisenacher Konferenz durch die evangelischen Landeskirchen bestätigt. Erst 1903 begann Gustaf Dalman mit der aktiven Arbeit im Orient. Weitere berühmte Wissenschaftler wie Albrecht Alt, Martin Noth und Ute Wagner-Lux leiteten das DEI.
Im März 2007 wurde eine enge Kooperation zwischen dem Deutschen Archäologischen Institut und dem DEI mit einem Festakt im Auswärtigen Amt Berlin eingeleitet. Seitdem ist das DEI eine Forschungsstelle des Deutschen Archäologischen Instituts.
Das Deutsche Evangelische Institut für Altertumswissenschaft des Heiligen Landes arbeitet eng und vertrauensvoll sowohl mit den israelischen, palästinensischen und jordanischen Altertumsbehörden zusammen. Es unterhält zeitgleich Ausgrabungen in Jordanien, in Israel und im A-Gebiet Palästinas.

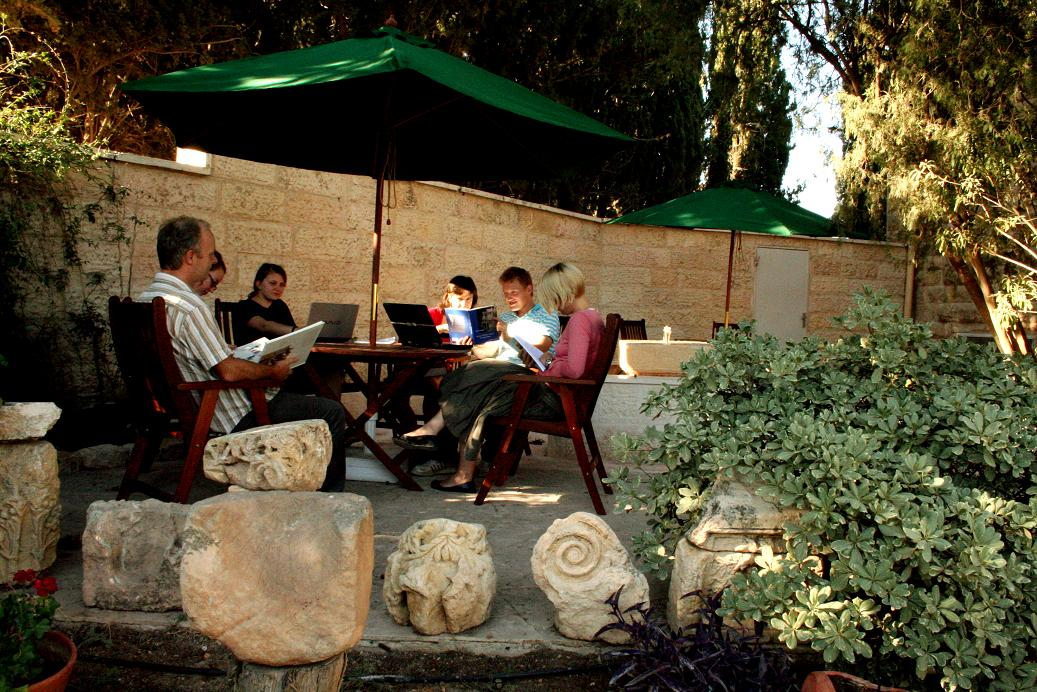
Dieter Vieweger (vorn links) mit Studenten im Garten des DEIAHL, 2007

Seit 1999 ist Dieter Vieweger Direktor des Biblisch-Archäologischen Instituts Wuppertal. Das BAI Wuppertal führt Ausgrabungen in der südlichen Levante durch; es fördert dabei insbesondere die geophysikalische Prospektion in der Archäologie, die terrestrische Photogrammetrie, die Archäometrie (Schwerpunkt: technikgeschichtliche Erforschung des antiken Handwerks) und die Experimentelle Archäologie. Das erste langjährige archäologische Forschungsprojekt ('Gadara Region Project') des Instituts begann 2001.

## Leiter archäologischer Projekte im Nahen Osten

### Gadara Region Project (seit 2001)

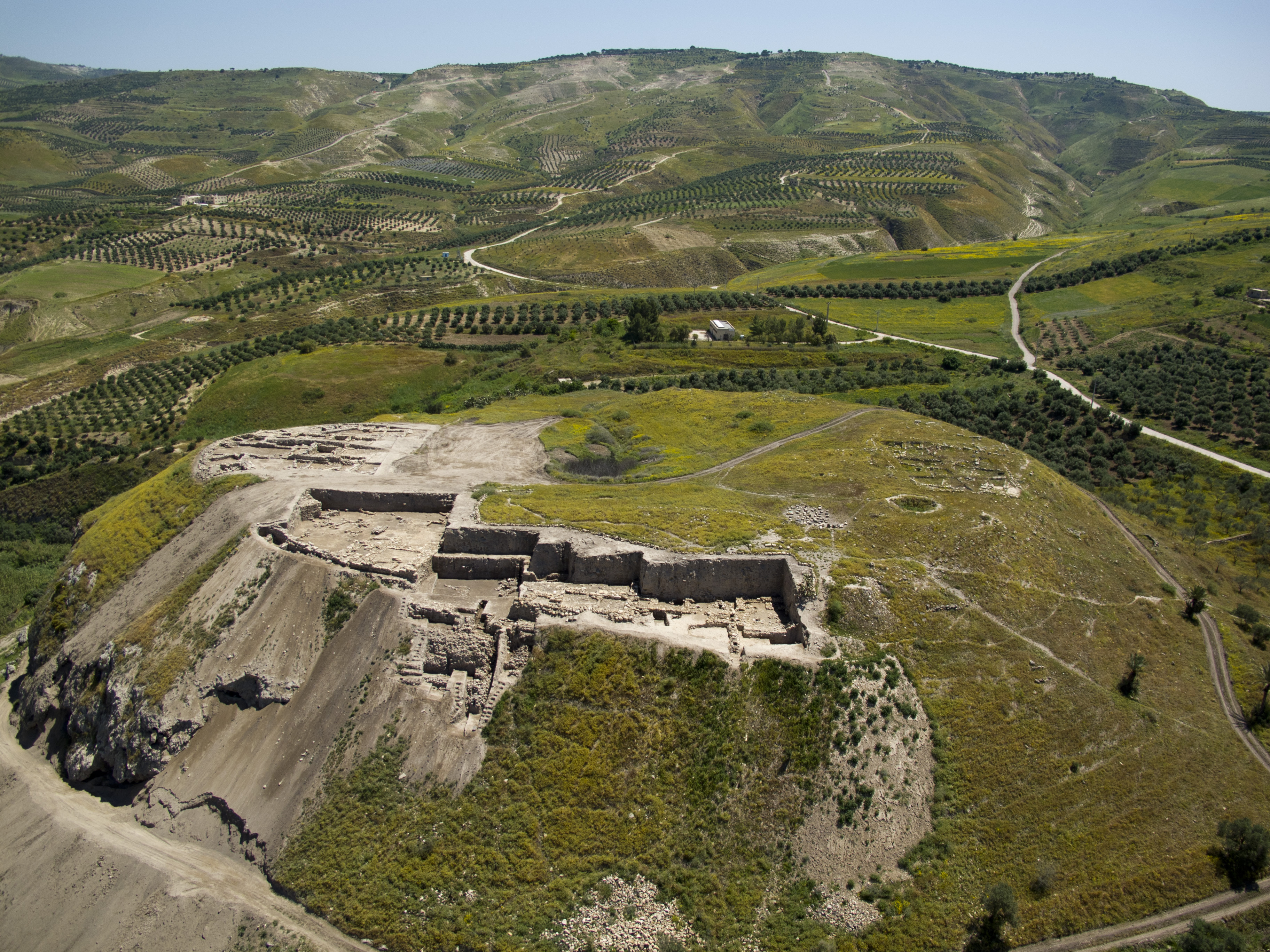
Tall Zira’a im Jahr 2011

Das archäologische Forschungsprojekt (Gadara Region Project) begann 2001 und umfasst die Erforschung des Wadi el-Arab sowie die Ausgrabung auf dem über 5000 Jahre kontinuierlich besiedelten Siedlungshügel Tall Zira'a im Dreiländereck Jordanien, Syrien, Israel. Ziel ist es, die vielfältigen Kulturen aus vielen Jahrtausenden der Menschheitsgeschichte in dieser geopolitisch herausgehobenen Landschaft – der Wadi al-'Arab-Region – zu erforschen. Der zentrale Ort im Wadi al-'Arab ist der Tall Zira’a. Der Kulturschutthügel hat einen Durchmesser von ca. 200 m. Sein höchster Punkt liegt 17 m unter dem Meeresspiegel. Hier lässt sich die Geschichte Palästinas vom Chalkolithikum über die Bronze- und Eisenzeiten bis in die Klassischen Epochen und ins frühe Mittelalter beispielhaft erkunden. Weit über 30 Siedlungen (Strata) geben Auskunft über die Siedlungsfolge in diesem Bereich an der wichtigen Handelsstraßen zwischen Ägypten und dem Zweistromland, die über Megiddo und Damaskus führte. Der Tall Zira’a ist die Vorgängersiedlung des hellenistisch-römischen Ortes Gadara. Er gab später auch den Überlebenden der Zerstörung Gadaras durch gewaltige Erdbeben zwischen 747 und 749 n. Chr. eine neue Heimat.
Seit 2004 beteiligt sich das DEI Amman und seit 2006 auch das DEI Jerusalem an den Forschungen. Von 2016 bis 2021 war das DEI Amman federführend tätig. Das Projekt ist auf etwa 25 Jahre angelegt. In den Jahren 2025 und 2026 soll die artesische Quelle im Zentrum des Tells ergraben werden.
Die archäologische Erkundung der etwa 25 Quadratkilometer großen Wadi al-'Arab-Region um den Tall Zira'a leiteten und veröffentlichten Katja Soennecken und Patrick Leiverkus (beide DEI/BAI). Das landschaftlich sehr reizvolle Wadi bildete in der Vergangenheit eine bedeutende kulturelle Brücke zwischen dem Mittelmeerbereich und Transjordanien.
Eine Sonderausstellung im Nationalmuseum Jordaniens in Amman würdigte 2019 die große Bedeutung des Siedlungshügels für das jordanische Königreich unter dem Titel 'Tall Zira’a – Mirror of Jordan’s History'. Die Ausstellung wurde 2020 in Irbid gezeigt. Ihre Entsendung nach Deutschland scheiterte am Ausbruch von Corona im Jahr 2020.

### Ausgrabungen und archäologischer Park unter der Erlöserkirche in Jerusalem (2009–2012)

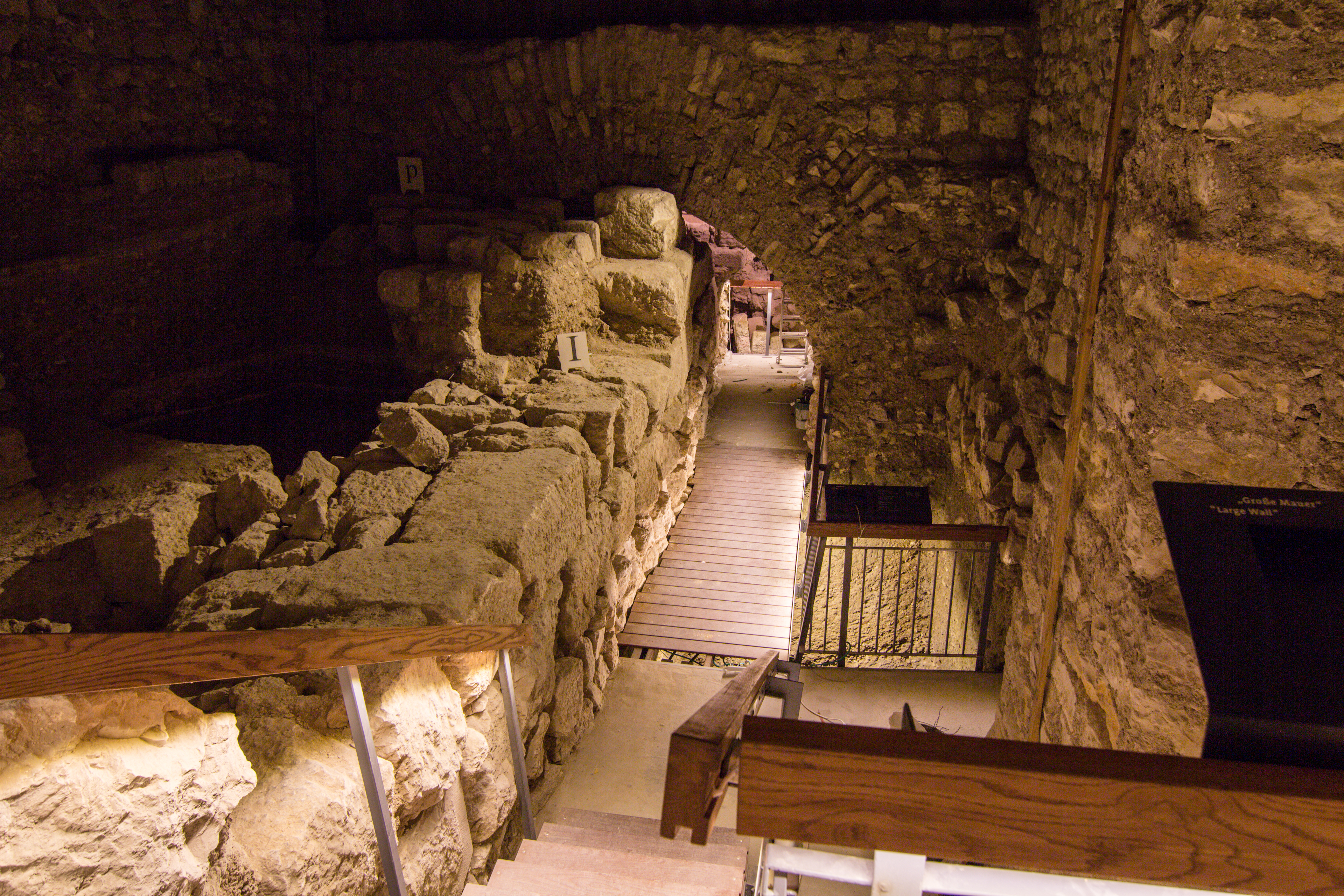
Der archäologische Park ‚Durch die Zeiten‘ im Jahr 2012

Dieter Vieweger initiierte und leitete das Restaurierungs- und Forschungsprojekt „Touristische Erschließung der Altgrabung unter der Erlöserkirche“ in der Altstadt von Jerusalem. Dabei wurde der archäologische Park „Durch die Zeiten“ geschaffen. Hier können Pilger und Touristen unmittelbar neben der Grabeskirche über Treppen und Brücken bis zu 14 m unter den Fußboden der Erlöserkirche gelangen, um den damals dort angelegten herodischen Steinbruch, die Gärten/Felder der 70 n. Chr. durch Titus zerstörten Stadt, die hadrianische Neugestaltung und Ausdehnung Jerusalems (132–135 n. Chr.), die Baumaßnahmen Konstantins am Forum südlich der Grabeskirche (325–335 n. Chr.) sowie die kreuzfahrerzeitliche Kirche St. Latina (12. Jh. n. Chr.) zu betrachten.

### Ausgrabungen auf dem Zionsberg in Jerusalem (2015–2026)

Der Zionsberg von Süden mit den Grabungsarealen des DEI (2016)

Seit 2015 leitet Dieter Vieweger die Ausgrabungen auf dem Zionsberg in Jerusalem. Zunächst wurde im anglikanisch-preußischen Friedhof die Jerusalemer Stadtmauer mit drei übereinander liegenden Stadttoren (darunter das bei Flavius Josephus erwähnte 'Essener-Tor') erforscht und die angrenzenden städtebaulichen Strata von der hellenistischen bis in die islamische (umayyadische) Zeit ergraben (Areal I). Danach konnte im 'Griechischen Garten' eine reiche spätantike Villa freigelegt werden (Areal II). Außerdem wurde die mittelalterliche (ayyubidische) Befestigung des Zionsberges erkundet und mehrere frührömische Häuser ergraben (Areal III). Im Jahr 2021 fand das DEI im Garten der Dormitio-Abtei (Areal IV) u. a. die gewaltigen Befestigungsmauern der mittelalterlichen Kirche und des zugehörigen Klosters auf dem Zionsberg, die einstmals von Saladin bei der Eroberung Jerusalems erst als letzte Bastion eingenommen werden konnten. Dieser Befund wurde durch die Ausgrabungen im Jahr 2022 im oberen Dormitio-Garten (Areal V) untermauert. Dabei kam auch eine spätantike Straße mit dichten Häuserreihen ans Tageslicht. Im Jahr 2023 wurde im Griech.-Orth. Friedhof die Westseite der spätantiken Hagia Sion erkundet (Areal VIII). Ebenso wurden in Areal VI bedeutende spätantike Bauwerke (Bad, Wohnhäuser der gehobenen Schichten) sowie vermutlich das sog. „Haus der Regierung“, von dem Antiochos Strategos (auch Strategius), ein Mönch aus Mar Saba, bezüglich des Jahres 602 berichtet (georgische Version CSCO 202 6 [III.9–12]).
Außerdem wurde der älteste chinesische Import aufgefunden, der aus Ming-Dynastie (14.–16. Jh.) stammt. Die Scherbe trägt die Aufschrift: „Wir bewahren für immer die die ewige Quelle“.
Für die Jahre 2025 und 2026 sind Grabungen im 'Griechischen Garten' (Areal VII) und im Griech.-Orth. Friedhof (Areal VIII) geplant. Der Heilige Synode des Griech.-Orth. Patriarchats stellt das Grabungsland zur Verfügung.

### Kulturgüterschutz in Jordanien (2018–2023)
Seit 2017 führt Dieter Vieweger gemeinsam mit Jutta Häser das Projekt „Kulturgüterschutz in Jordanien. Digitale Aufnahme und Dokumentation der Funde im archäologischen Museum in Amman“ (DOJAM) durch. Das Projekt verzeichnet digital alle Fundstücke in den Ausstellungen und Archiven des Zitadellenmuseums sowie aller 13 weiteren archäologischen Museen Jordaniens in einer neu geschaffenen englisch-arabischsprachigen Datenbank, die insbesondere dem Kulturgüterschutz dient. DOJAM wurde im Jahr 2023 von den zuständigen Behörden als nationales Projekt des Haschemitischen Königreichs Jordanien übernommen.

### Archäologische Erkundungen in Bethlehem (ab Herbst 2021)
An der Universität Bethlehem wurde gemeinsam mit dem DAAD unter Mithilfe von Dieter Vieweger ein archäologischer Studiengang in Bethlehem eingerichtet. Archäologische Ausgrabungen und Restaurierungsarbeiten sind für die kommenden Jahre geplant.

### Tiberias-Projekt (2021–2024)
Unter der Co-Leitung von Katja Soennecken (DEI/LSRS Luxembourg) wurde von 2021 bis 2024 in enger Kooperation mit der hebräischen Universität (Katja Cytryn) das klassische und frühislamische Tiberias im Bereich des Cardos erforscht.

## Weitere Ausgrabungsprojekte im Orient
Dieter Vieweger ist/war Leiter verschiedener archäologischer Forschungsprojekte in Jordanien, Israel und Italien. Diese Arbeit erfolgte zum großen Teil im Auftrag des Biblisch-Archäologischen Instituts Wuppertal, unter anderem:
- Esch-Schallaf (Jordanien) 1998–1999 Co-Direktor
- Ba’ja I bei Petra (Jordanien) 1999 Direktor
- Sal (Jordanien) 1999–2000 Co-Direktor
- Geophysikalische Erforschung des christlichen Viertels der Altstadt von Jerusalem 2014–2019; Suche nach der sog. "Zweiten Mauer" aus der Zeit Herodes' d. Gr.

## „Geschichte der biblischen Welt“
Dieter Vieweger beschreibt in seinem Werk Geschichte der biblischen Welt (3 Bände), die Geschichte der südlichen Levante von den Anfängen der menschlichen Besiedlung bis zur Herausbildung des rabbinisch-pharisäischen Judentums und der frühen Kirche im 3. Jahrhundert n. Chr.

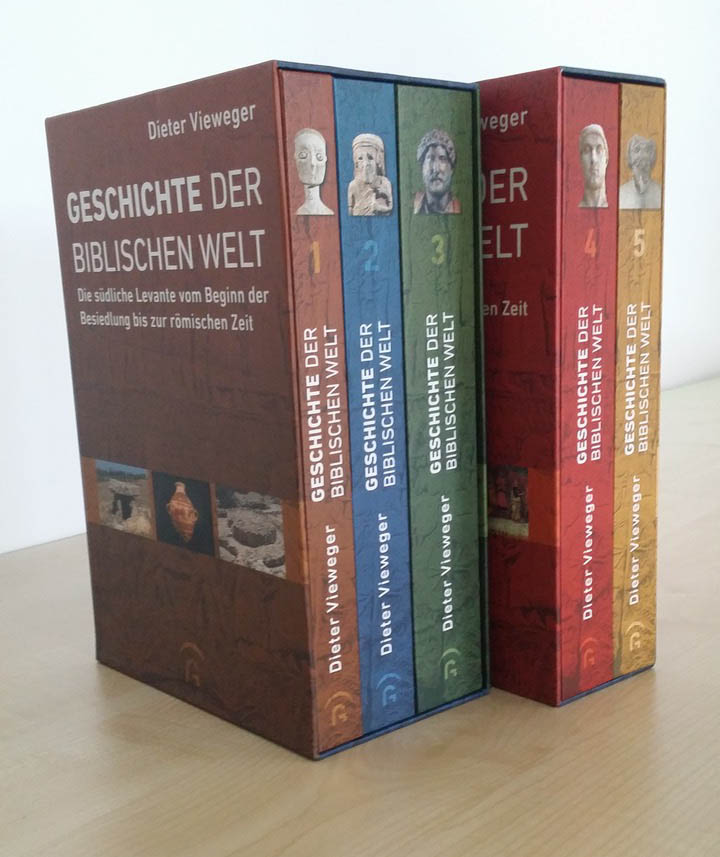
Paläolithikum bis frühe islamische Zeit

Er führt die soziale und ökonomische sowie die politische und religionsgeschichtliche Dynamik der Region vor Augen, in der die Bibel – wie wir sie heute kennen – ihren Ursprung hat: Nicht theologische Interessen leiten die Darstellung, sondern die Forschungserträge der Archäologie, der Alten Geschichte, der Epigraphik und der Ikonographie. Sie zeichnen gleichberechtigt ihr jeweils eigenes Bild dieser längst vergangenen Epochen, auf die sich die biblischen Schriftsteller und ihre Zeitgenossen deutend und um Verständnis ringend bezogen.
Im Jahr 2022 erschienen die beiden Bände zur Spätantike (3.–7. Jh.; Band IV) und zur umayyadischen Epoche (7.–8. Jh.; Band V).
Das Werk setzt auf eindrückliche Weise die zentralen historischen Ereignisse zu den Entwicklungen der christlichen, jüdischen, samaritanischen und muslimischen Gemeinschaften in Beziehung. Es zeigt, wie deren religiöse Schriften auf ihre Umwelt deutend und um Verständnis ringend Bezug nahmen. Dabei wird deutlich, wie Machtpolitik und rivalisierende religiöse Überzeugungen eine Region, die heute noch zu den politisch spannungsreichsten der Welt gehört, dauerhaft prägten.

## Schulprojekte im Nahen Osten
Dieter Vieweger ist der Initiator des preisgekrönten Friedensprojektes „Meine Stadt – meine Geschichte“, das in Kooperation des DEI Jerusalem mit der Schmidt’s Girls School, Jerusalem, jährlich durchgeführt wird. Das Jugendbuch „Abenteuer Jerusalem“ dient als Schulbuch für dieses Projekt.
Dieter Vieweger führt seit 2021 ein vergleichbares Projekt („Meine Heimat – meine Geschichte“) in Kooperation zwischen dem DEI Jerusalem und der deutschen Auslandsschule Talitha Kumi, Bethlehem, durch. Gemeinsam mit den Schülern der 10. Klasse besucht er berühmte pagane, jüdische, christliche und muslimische Stätten in Jericho, Bethlehem und Hebron. Dabei wird deutlich, dass all diese Wurzeln das heutige Leben in der Heimat der Schüler prägen.

## Beauftragt von der Evangelischen Kirche in Deutschland
Vieweger ist Stellvertreter des Propstes der Evangelischen Gemeinde deutscher Sprache zu Jerusalem und koordiniert die Bildungsarbeit im Auftrag der Evangelischen Kirche in Deutschland (EKD) in Israel. Während des Wechsels zwischen zwei Amtsträgern übernahm er 2012 für einige Monate das Amt des Propstes in Jerusalem.

## Filmografie (Auswahl)
- 2021: Terra X „Gab es Jesus wirklich?“
- 2021: Terra X „König Herodes – Brutaler Mörder oder Friedensstifter?“
- 2022: Terra X „Welches Geheimnis verbirgt sich unter dem Tempelberg?“
- 2022: Terra X „Qumran – die geheimnisvollen Schriftrollen vom Toten Meer“
- 2023: Terra X „Rätsel um das Grab Jesu“
- 2020: Terra X (Mitarbeit an der Episode Jerusalem) „Zeitreise: Die Welt im Jahr 0“
- 2024: Terra X „INRI – Warum musste Jesus sterben?“
- 2024: Terra X „Mythos Turm zu Babel - gab es ihn wirklich?“

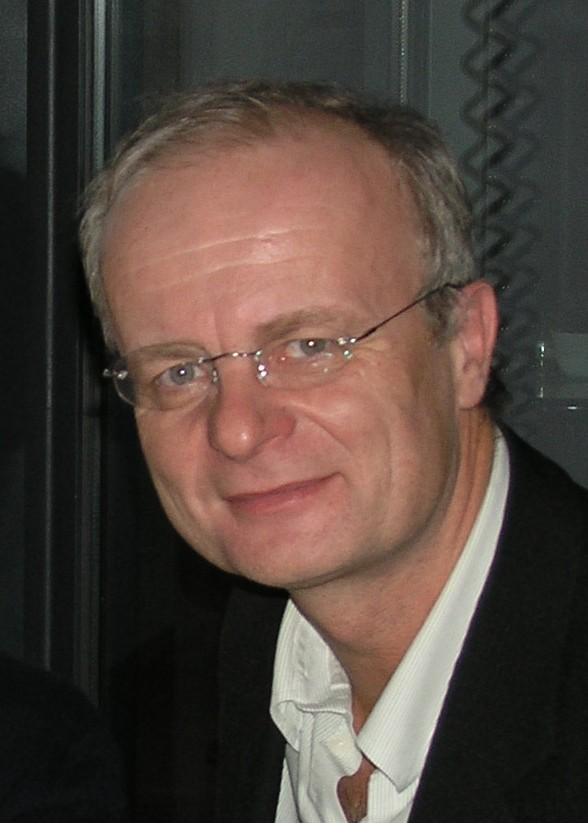
Dieter Vieweger (2009)

## Werke (Auswahl)
- Archäologie in Jerusalem. Die Ausgrabungen des Deutschen Evangelischen Instituts für Altertumswissenschaft des Heiligen Landes zwischen 2009 und 2023, de Gruyter 2025, ISBN 978-3-11-149866-9.
- Geschichte der biblischen Welt: Spätantike und umayyadische Zeit. Band 4: Spätantike, Band 5: Umayyadische Zeit. 2 Bände, Gütersloher Verlagshaus, Gütersloh 2022, ISBN 978-3-579-07177-0.
- Geschichte der biblischen Welt. 1. Paläolithikum bis Bronzezeit, 2. Eisenzeit, 3. Persische bis römische Zeit. 3 Bände, Gütersloher Verlagshaus, Gütersloh 2019, ISBN 978-3-579-01479-1.
- mit Jutta Häser (Hrsg.): Tall Zirāʿa. The Gadara Region Project (2001–2011). 10 Bände, Gütersloher Verlagshaus. Gütersloh 2017–2025. (englisch).
- Streit um das Heilige Land. Was jeder vom israelisch-palästinensischen Konflikt wissen sollte. Gütersloher Verlagshaus, Gütersloh 2010, ISBN 978-3-579-06757-5 (1. Auflage 2010; 8. erweiterte Auflage 2023).
- mit Shimon Gibson (Hrsg.): The Archaeology and History of the Church of the Redeemer and the Muristan in Jerusalem. A collection of essays from a workshop on the Church of the Redeemer and its vicinity held on 8th/9th September 2014 in Jerusalem. Archaeopress, Oxford 2016, ISBN 978-1-78491-419-6 (englisch).
- mit Jutta Häser: Der Tall Zirā’a. Fünf Jahrtausende Geschichte in einem Siedlungshügel. Wichern, Berlin 2013, ISBN 978-3-88981-362-6.
- mit Christian Vogg: Wie man ein Königsgrab findet. Archäologie für Einsteiger. Herder, Freiburg 2013, ISBN 978-3-451-30308-1.
- mit Gabriele Förder-Hoff: Der archäologische Park unter der Erlöserkirche von Jerusalem. Wichern, Berlin 2012, ISBN 978-3-88981-351-0.
- mit Ina Beyer und Hans D. Beyer: Abenteuer Jerusalem. Die aufregende Geschichte einer Stadt dreier Weltreligionen. Gütersloher Verlagshaus, Gütersloh 2011, ISBN 978-3-579-06736-0 (4. Auflage 2019).
- mit Friederike Rave und Claudia Voigt: Das Geheimnis des Tells. Eine archäologische Reise in den Orient (Archäologie für Kinder von 10–12 Jahren). Zabern, Mainz 2005, ISBN 3-8053-3519-9 (2. Auflage, Arachne-Verlag, Gelsenkirchen 2011, ISBN 978-3-932005-43-5).
- Archäologie der biblischen Welt. Vandenhoeck und Ruprecht, Göttingen 2003, ISBN 3-525-03242-0 (2., durchgesehene Auflage 2006; Neuausgabe, Gütersloher Verlagshaus, Gütersloh 2012, ISBN 978-3-579-08131-1).
- Wenn Steine reden. Archäologie in Palästina. Vandenhoeck und Ruprecht, Göttingen 2004, ISBN 3-525-53623-2 (Neuausgabe von „Archäologie der biblischen Welt“ von 2003).
- mit Siegfried Kreuzer u. a.: Proseminar Altes Testament. Ein Arbeitsbuch. Kohlhammer, Stuttgart 1999, ISBN 3-17-013050-1 (2., überarbeitete und erweiterte Auflage 2005, ISBN 3-17-019063-6; 3., überarbeitete und erweiterte Auflage 2019, ISBN 978-3-17-019063-4).
- Zur Chronologie der Nekropole von Tamassos-Lambertis, Zypern. Dissertation, Johann Wolfgang Goethe-Universität Frankfurt am Main 1998.[12]
- Die literarischen Beziehungen zwischen den Büchern Jeremia und Ezechiel (= Beiträge zur Erforschung des Alten Testaments und des Antiken Judentums. Band 26). Lang, Frankfurt am Main/Bern/New York 1993, ISBN 3-631-40725-4.
- Die Spezifik der Berufungsberichte Jeremias und Ezechiels im Umfeld ähnlicher Einheiten des Alten Testaments (= Beiträge zur Erforschung des Alten Testaments und des Antiken Judentums. Band 6). Lang, Frankfurt am Main/Bern/New York 1986, ISBN 3-8204-8948-7 (zugleich Dissertation, Leipzig 1985).